# Alexander Dalzeel
Alexander Dalzeel (Port Patrick, Escocia, 1662 - Londres, Gran Bretaña, 5 de diciembre de 1715) fue un pirata y corsario escocés que navegó al servicio de Francia. Los detalles sobre los primeros años de Dalzeel, su carrera bajo el pirata Henry Avery y sus hazañas contra los españoles, aparecen solo en la colección de 1720 de Alexander Smith "Una historia completa de las vidas y robos de los salteadores de caminos más notorios", mientras que sus actividades posteriores están corroboradas por relatos de periódicos y actas de juicios.

## Historia temprana
Nacido en Port Patrick, Escocia, Dalzeel se hizo a la mar cuando era apenas un niño y, ya para la edad de 23 años, era capitán de su propio barco con seis viajes exitosos en su haber. Dalzeel, se ganó la reputación de deshonesto, llegó a la isla de Madagascar en 1685 y pronto se alistó en las filas del Capitán Avery. Según la tradición pirata, Dalzeel participó en la captura del barco del tesoro Ganj-i-Sawai, que llevaba a la hija del Gran Mogul Aurangzeb a su matrimonio concertado. Avery, que había decidido tomarla como su propia esposa, le dio a Dalzeel su propio barco y tripulación. Dalzeel continuaría sirviendo a las órdenes de Avery hasta que finalmente se fue a las Indias Occidentales por su cuenta.
Sin embargo, a su llegada al Caribe, la búsqueda de objetivos por parte de los piratas fue infructuosa. Con sus suministros escaseando lentamente, el hambre comenzó a aparecer antes de que se avistara un barco español. Cuando el barco apareció a la vista, Dalzeel se dio cuenta de que el barco español era un galeón de guerra español bien armado que presumiblemente se había separado de sus escoltas. A pesar del tamaño más pequeño de su nave, Dalzeel dio órdenes de acercarse a la nave. Aunque el capitán del barco español había sido informado antes de la presencia del barco pirata, sintió que era demasiado pequeño para ser una amenaza y se retiró a su camarote para jugar a las cartas. Cuando el barco se acercó al galeón, Dalzeel ordenó que se perforara un agujero en el costado de su propio barco para que su tripulación se viera obligada a luchar hasta la muerte. Tomados completamente por sorpresa, los españoles ofrecieron poca resistencia cuando la tripulación de Dalzeel abordó el galeón. En cuestión de minutos, el barco era suyo y, al irrumpir en las habitaciones del capitán, exigieron su rendición a punta de pistola.
Después de navegar su captura hasta la isla de Jamaica, Dalzeel fue detenido mientras intentaba capturar una flota de doce barcos de perlas de bandera española escoltados por un buque de guerra español. A cambio de su rendición, Dalzeel y su tripulación no fueron forzados a la esclavitud ni a trabajos forzados, como era práctica común para los piratas capturados. Liberado en tierra, Dalzeel regresó a Jamaica. Allí comenzó a equipar otro barco y pronto estaba navegando hacia Cuba. Nuevamente su tripulación superada en número fue capturada por una patrulla naval española de tres buques de guerra con destino a La Habana, donde fue condenado a ser ahorcado en el mar. Sin embargo, Dalzeel escapó rápidamente después de apuñalar a un guardia y usar dos jarras vacías para flotar hasta la orilla. Pronto se encontró con otra banda de piratas, Dalzeel pudo convencerlos de atacar y capturar con éxito el barco de guerra que lo había tenido prisionero. Cuando los piratas se acercaban a Jamaica, su barco se hundió en una tormenta repentina, aunque Dalzeel pudo sobrevivir a la tormenta en una canoa .

## Historia posterior
Durante la guerra de sucesión española, Dalzeel comandó el buque Agrippa y los franceses le concedieron una comisión como corsario. Siendo un jacobita, Dalzeel navegó bajo la bandera de Jacobo Estuardo, que había huido a Francia después de que su padre Jacobo II fuera depuesto en la Revolución Gloriosa de 1688. Disfrutó de un éxito considerable contra las naciones británicas y aliadas antes de su eventual captura. Devuelto a Inglaterra, fue juzgado y condenado en 1712 por traición y sentenciado a ser ahorcado, arrastrado y descuartizado . Sin embargo, a instancias del Conde del Mar, Dalzeel recibió un perdón real. Tras su liberación, navegó hacia aguas francesas, donde capturó un barco francés cerca de El Havre . Luego hizo atar los cuellos de la tripulación capturada a los talones y arrojarlos por la borda para verlos ahogarse. Finalmente capturado en Escocia, fue devuelto a Londres, juzgado y condenado por piratería.
Paul Lorrain conoció al encarcelado Dalzeel y lo encontró "una persona perniciosa y peligrosa; de naturaleza malhumorada, obstinada y mal dispuesta", y "tan brutal y obstinado que no estaría satisfecho con nada de lo que le ofreciera en este asunto, diciendo que odiaba ver mi rostro y que no asistiría a la Capilla". Lorrain había actuado como traductora en el juicio de Dalzeel, presentando pruebas en francés para el tribunal inglés. Debido a esto, Dalzeel culpó a Lorrain por su sentencia: "[Dalzeel] con su último aliento declaró que yo era la causa de su muerte, y que me haría alguna travesura antes de morir, o me perseguiría después". Dalzeel incluso amenazó con patear a Lorrain por las escaleras y romper la Biblia que Lorrain le había ofrecido. Más tarde se disculpó y pidió perdón, pero "había mucho que dudar de que ese arrepentimiento fuera sincero y no demasiado tarde". 
Dalzeel fue ahorcado el 15 de diciembre de 1715.